# Кралство Хаваи
Кралство Хаваи (на хавайски: Hawaiʻi) е основано през 1795 г., когато хавайският военен вожд Камеамеа I от независимия остров Хаваи, завладява останалите независими острови от Хавайския архипелаг (Оаху, Мауи, Молокаи и Ланаи) и ги обединява под едно правителство. През 1810 г. всичките Хавайски острови се обединяват, когато Кауаи и Ниихау се присъединяват към кралството на своя воля. Две големи династични семейства управляват кралството: Камеамеа и Калакауа.
Кралството е признато от големите европейски сили. Негов основен търговски партньор става САЩ. Американците наглеждат кралството, в случай че някоя друга сила се опита да завземе контрол над него. През 1887 г. Хавайското кралство е принудено да приеме нова конституция, когато крал Калакауа е заплашен с насилие от „Пушките на Хонолулу“ (милиция от бели хора, обявила се срещу монархията) да го подпише. Кралица Лилиуокалани, която наследява Калакауа през 1891 г., се опитва да анулира тази конституция и да обнародва нова такава, но е детронирана през 1893 г., главно от Комитета по безопасност, включващ местни и чуждестранни жители, които са се образовали в САЩ или са живеели дълго време там и вече се идентифицират като американци. Хаваи за кратко става република до 1898 г., когато е подписана съвместна резолюция между САЩ и Хаваи, с която Хаваите се анексират от САЩ и се превръщат в тяхна територия.

## Икономическа, социална и културна трансформация
Икономическите и демографските фактори през 19 век преобразуват островите. Консолидацията им в една обединена политическа единица води до международна търговия. По време на управлението на Камеамеа (1795 – 1819) се изнася сандалово дърво за Китай. Това води до въвеждането на парична система сред островите.
След смъртта на Камеамеа, на власт идва жена му, Каауману, която служи като регент на новия крал, Лиолио (Камеамеа II), който е непълнолетен. Тя премахва различни забрани, които управляват поведението на хавайските жени. Така мъжете и жените вече могат да се хранят заедно, а жените могат да ядат банани. Тя също премахва старата религията, когато християнските мисионери пристигат на островите. Голяма заслуга на мисионерите е развиването на писменост на хавайския език. Това от своя страна води до много високи нива на грамотност в Хаваи, достигащи над 90% през втората половина от 19 век. Писмеността спомага и за консолидирането на правителството.
През 1848 г. крал Камеамеа II въвежда реформи, които установяват официални права на собственост върху земята и следват обичайния контрол върху земята до настоящите реформи. 98% процента от земите са предоставени на вождове и благородници, а 2% на селяни. Земята не може да се продава, а само да се прехвърля към линеен потомствен земевладелец. За местните жители, контактът с външния свят представлява демографско бедствие, тъй като поредица непознати болести (като например едра шарка) ги покосяват. Населението на коренните хавайци спада от около 128 000 души през 1778 г. до 71 000 през 1853 г. и до 24 000 през 1920 г. Повечето от хавайците живеят в изолирани села.
Американските мисионери карат повечето от местните жители да приемат християнството. Въпросните мисионери и децата им се превръщат в мощна елитна прослойка от обществото към средата на 19 век. Те предоставят съветници на вождовете и членове на кабинета на кралете, а също така доминират в градската търговия. Елитът поощрява захарната промишленост с цел да модернизират хавайската икономика. След 1850 г. започват да се влагат американски капитали в плантации на островите. Само малцина от коренните хавайци са склонни да работят в захарните плантации, поради което е набирана работна ръка от Азия и Европа. През втората половина от 19 век около 200 000 работници по договор от Китай, Япония, Филипините, Португалия и други държави работят на Хаваите. Повечето от тях се връщат след изтичането на петгодишните им договори, но много от тях остават да живеят на островите за постоянно. Така след 1908 г. остават около 54 000 японци на Хаваите.

## Въоръжени сили
Хавайската армия и въоръжени сили се развиват от воините от Кона под управлението на Камеамеа I, който обединява кралството през 1810 г. Армията и военноморските сили използват както традиционни канута и униформи, включително и каски от естествени материали, така и западни технологии като артилерийски оръдия, мускети и други. Когато Камеамеа I умира през 1819 г., той оставя на сина си голям арсенал от десетки хиляди войници и много военни кораби. Впоследствие те помагат за потушаването на местни бунтове през 1819 и 1824 г.
По време на управлението на династията Камеамеа, населението на Хаваите е опустошавано от епидемии след пристигането на външни хора. С това се смалява и броя на войниците, поради което към края на династията Камеамеа Хаваите вече не разполагат с военноморски сили, а само с армия от няколкостотин души. След френско нападение, ограбило Хонолулу през 1849 г., Камеамеа III започва да търси споразумение със САЩ и Великобритания. Когато в Европа избухва Кримската война, Камеамеа III обявява неутралитет. Правителството на САЩ оказва сериозен натиск върху Камеамеа IV да направи търговията на страната си ексклузивна за САЩ. За да балансират ситуацията, Камеамеа IV и Камеамеа V започват да търсят съюз с други страни, особено Великобритания. Впоследствие Хаваите започват да предявяват териториални претенции към околните необитаеми тихоокеански острови, което ги поставя в конфликт със САЩ.
С идването на власт на династията на Луналило, кралската гвардия е разпусната след казармен бунт през септември 1873 г. Под управлението на крал Калакауа е възстановена малка армия, но тя не успява да спре бунта от 1887 г. на Реформистката партия. През 1891 г. на власт идва кралица Лилиуокалани. Следват петиции и молби към администрацията ѝ да се отмени конституцията от 1887 г. Междувременно, САЩ са приели политика да държат поне един крайцер до Хаваите по всяко едно време. На 17 януари 1893 г., вярвайки че американските военни ще се намесят, ако промени конституцията, Лилиуокалани изчаква крайцера „Бостън“ да напусне пристанището си. Щом се разнася мълвата, че Лилиуокалани променя конституцията, „Бостън“ се връща и помага на Реформистката партия да я детронират. След това е установено временно правителство, а въоръжените сили на кралството са обезоръжени и разпуснати. Сто години по-късно, през 1993 г., Конгресът на САЩ отправя официално извинение за намесата.